# Cletocamptus feei
Cletocamptus feei är en kräftdjursart som först beskrevs av Shen 1956.  Cletocamptus feei ingår i släktet Cletocamptus och familjen Cletodidae. Inga underarter finns listade i Catalogue of Life.